# 65+reformen
65+ var en politisk reform av tandvården i Sverige som genomfördes den 1 juli 2002 av Göran Perssons socialdemokratiska regering. Syftet med reformen var att skydda äldre mot höga kostnader vid omfattande tandvårdsbehandling. Stödet bestod av ett högkostnadsskydd för protetisk behandling samt höjd ersättning för bastandvård. Stödet började gälla från det år patienten uppnått ordinarie pensionsålder, 65 år.
Den politiska reformen, som genomfördes inför riksdagsvalet 2002, var en förlängning av det statliga tandvårdsstödet och var delvis ett svar på avregleringen av den svenska tandvårdsmarknaden år 1999 då prissättningen släpptes fri.
Reformen kritiserades bland annat av Riksrevisionen och borgerliga oppositionspolitiker för att skapa felaktiga ekonomiska incitament på tandvårdsmarknaden, samtidigt som det av Riksrevisionen och andra påpekades att den också gjorde det möjligt för många äldre att få tandvård som de annars inte haft ekonomisk möjlighet att efterfråga. En effekt av 65+reformen var att gruppen patienter med implantat ökade.
Senare avskaffades reformen genom att harmoniseras med högkostnadsskyddet för övriga vuxna åldersgrupper under den moderatledda alliansregeringen med Fredrik Reinfeldt som statsminister.